# Не окрећи се
Не окрећи се (енгл. Don't Look Now) је британско-италијански трилер из 1973. године, редитеља Николаса Роуга, рађен по истоименој причи Дафне ди Морије. Главне улоге у филму тумаче Џули Кристи и Доналд Садерланд као Лора и Џон Бакстер, брачни пар који путује у Венецију након недавне смрти своје ћерке, пошто Џон прихвата посао да обнови цркву. Тамо упознају две сестре, од којих једна тврди да је видовита и обавештава их да њихова ћерка покушава да ступи у контакт с њима и да их упозори на опасност. Џон у почетку одбацује њене тврдње, али потом и сам почиње да доживљава тајанствене визије.
Филм је освојио награду БАФТА за најбољу кинематографију, а поред тога био је номинован у још пет категорија ове награде. Репутација филма је временом расла и данас се сматра култним класиком, као и једним од најзначајнијих остварења хорор жанра. На сајтовима Rotten Tomatoes и Metacritic оцењен је са 95% и смештен у златну категорију филмова који се „морају погледати”. Такође је смештен на 12. место листе 100 најбољих хорор филмова часописа Time Out.

## Радња
Џон и Лора Бакстер живе у Енглеској са своје двоје деце, Кристином и Џонијем. Једног дана, Кристина упада у језеро, које се налазило поред породичне куће, и упркос покушају њеног оца да је спасе, она умире. Након неког времена, Џон и Лора одлазе у Венецију, где је Џон добио посао на рестаурацији једне цркве. Лаура се у ресторану упознаје са две старије госпође, сестре Хедер и Венди. Хедер тврди да је медијум и да упркос томе што је слепа, види њену покојну ћерку. Потресена, Лора се враћа за сто, а затим се онесвешћује.
Лору одводе у болницу, где касније Џону преноси шта јој је Хедер рекла. Џон је скептичан, али пријатно изненађен позитивном променом у Лорином расположењу. Те вечери, након повратка из болнице, Џон и Лора страсно воде љубав. Потом одлазе на вечеру, али се на путу губе и накратко раздвајају. Џон тада угледа малу прилику обучену у црвени капут, сличан оном који је Кристина носила када је умрла.
Лора одлази код Хедер и Венди кући и њих три започињу сеансу с покушајем да успоставе контакт са Кристином. Када се врати у хотел, Лора говори Џону шта је урадила и преноси му Хедерино упозорење да је у великој опасности и да што пре мора да напусти Венецију, поготово што је на слободи серијски убица. Џон се љути на Лору и брани јој да се убудуће виђа са Хедер, за коју сматра да је варалица. Међутим, исте вечери добијају позив из Енглеске који их обавештава да се њихов син повредио у интернату. Лора се због тога већ наредног јутра враћа за Енглеску, а Џон остаје у Венецији.
Шетајући градом, Џон угледа своју супругу на броду, обучену у црнину и у пратњи Хедер и Венди. Забринут за Лорино ментално здравље, Џон пријављује нестанак супруге полицији и као осумњичене наводи сестре Хедер и Венди. Међутим, када позове свог сина у Енглеску и сазна да је Лора већ стигла тамо, он схвата да није могла бити на броду тог истог дана у Венецији. Оно што не схвата је да је сцена коју је видео заправо била визија будућности, која му наговештава његову сопствену смрт.
Када стигне у полицију да пријави да је пронашао Лору, Џон затиче Хедер коју полицајци већ испитују. У знак извињења понуди јој да је отпрати до хотела. Убрзо након што стигну у хотел и Џон оде, Хедер пада у транс. Када дође себи, она преклиње Венди на нађе Џона и врати га, јер ће се у супротном нешто ужасно десити, али Венди не успева да га стигне. У међувремену, Џон примећује малу прилику у црвеном капуту која бежи у једну напуштену палату. Пошто га подсећа на његову ћерку у тренутку када се удавила, Џон је прати. Испоставља се да особа коју је пратио није била девојчица, већ застрашујућа жена патуљастог раста, која вади нож и убија га.

## Улоге
| Глумац            | Улога            |
| ----------------- | ---------------- |
| Џули Кристи       | Лора Бакстер     |
| Доналд Садерланд  | Џон Бакстер      |
| Хилари Мејсон     | Хедер            |
| Клелија Матаније  | Венди            |
| Масимо Серато     | бискуп Барбариго |
| Ренато Скарпа     | инспектор Лонги  |
| Ђорђо Трестини    | радник           |
| Леополдо Тријесте | менаџер хотела   |
| Дејвид Три        | Ентони Бебиџ     |
| Ен Рај            | Менди Бебиџ      |
| Николас Солтер    | Џони Бакстер     |
| Шерон Вилијамс    | Кристина Бакстер |
| Бруно Катанео     | детектив Сабионе |
| Аделина Поерио    | патуљак          |